# Караев, Виталий Сергеевич
Вита́лий Серге́евич Кара́ев (10 июля 1962, с. Чермен Пригородный район (Северная Осетия) — 26 ноября 2008, Владикавказ) — глава администрации местного самоуправления (мэр) города Владикавказ в феврале-ноябре 2008 года.

## Биография
Окончил среднюю школу села Чермен, затем учился в Северо-Кавказском строительном техникуме, который окончил в 1981 году. До 1983 года проходил срочную службу.
В 1987 году окончил экономический факультет Северо-Осетинского государственного университета.
С 1994 по 2005 год возглавлял администрацию местного самоуправления села Чермен. С июня 2006 года по февраль 2008 года работал заместителем главы администрации местного самоуправления Владикавказа, после этого — главой администрации.
Был депутатом парламента Северной Осетии трех созывов. Награждён медалью «Во славу Осетии».
Около 9 часов утра 26 ноября 2008 года был смертельно ранен из огнестрельного оружия у подъезда своего дома. Умер через несколько минут после доставки в больницу. Впоследствии было установлено, что убийство Караева совершили киллеры банды Аслана Гагиева.

Могила В. С. Караева

Похоронен 28 ноября 2008 года на Аллее Славы во Владикавказе.
Был женат, отец троих детей.